# Aníbal Paz
Aníbal Luis Paz Piuma (Montevideo, 21 de mayo de 1917 - Montevideo, 21 de marzo de 2013) fue un futbolista uruguayo que jugaba en la posición de arquero. Histórico futbolista del Club Nacional de Football, equipo con el que logró nueve campeonatos nacionales, fue partícipe del Quinquenio de Oro obtenido por Nacional. Además fue campeón mundial con la Selección de fútbol de Uruguay en la Copa del Mundo de 1950, donde participó como golero suplente.
Defendió la camiseta de Nacional en 471 partidos durante 15 años, siendo el segundo jugador que más veces defendió a Nacional en toda su historia detrás de Emilio Álvarez. Después de su retiro como futbolista, en 1969 fue ayudante técnico en Nacional de Zezé Moreira, como entrenador de arqueros.

## Selección nacional
Ha sido internacional con la Selección de fútbol de Uruguay en 22 ocasiones.

### Participaciones en Copas del Mundo[4]
| Mundial           | Sede   | Resultado | PJ | GC |
| ----------------- | ------ | --------- | -- | -- |
| Copa Mundial 1950 | Brasil | Campeón   | 1  | -2 |

### Participaciones en Copa América
| Copa              | Sede      | Resultado  | PJ | GC |
| ----------------- | --------- | ---------- | -- | -- |
| Copa América 1939 | Perú      | Subcampeón | 0  | 0  |
| Copa América 1941 | Chile     | Subcampeón | 4  | -1 |
| Copa América 1942 | Uruguay   | Campeón    | 6  | -2 |
| Copa América 1946 | Argentina | 4.º puesto | 0  | 0  |
| Total             | Total     | Total      | 10 | -3 |

## Clubes
| Equipo      | País    | Periodo   |
| ----------- | ------- | --------- |
| Liverpool   | Uruguay | 1933-1937 |
| Bella Vista | Uruguay | 1937-1939 |
| Nacional    | Uruguay | 1939-1954 |
| Racing      | Uruguay | 1954      |

## Palmarés

### Campeonatos nacionales
| Título                  | Club     | País    | Año  |
| ----------------------- | -------- | ------- | ---- |
| Campeonato Uruguayo (1) | Nacional | Uruguay | 1939 |
| Campeonato Uruguayo (2) | Nacional | Uruguay | 1940 |
| Campeonato Uruguayo (3) | Nacional | Uruguay | 1941 |
| Campeonato Uruguayo (4) | Nacional | Uruguay | 1942 |
| Campeonato Uruguayo (5) | Nacional | Uruguay | 1943 |
| Campeonato Uruguayo (6) | Nacional | Uruguay | 1946 |
| Campeonato Uruguayo (7) | Nacional | Uruguay | 1947 |
| Campeonato Uruguayo (8) | Nacional | Uruguay | 1950 |
| Campeonato Uruguayo (9) | Nacional | Uruguay | 1952 |

### Campeonatos internacionales
| Título                   | Club     | País    | Año  |
| ------------------------ | -------- | ------- | ---- |
| Copa Río de la Plata     | Nacional | Uruguay | 1940 |
| Copa Río de la Plata (2) | Nacional | Uruguay | 1946 |

### Títulos con la selección nacional
| Título                 | Equipo             | Año  |
| ---------------------- | ------------------ | ---- |
| Copa América           | Selección uruguaya | 1942 |
| Copa Mundial de Fútbol | Selección uruguaya | 1950 |